# Kugelfischer-Einspritzung
Die Kugelfischer-Einspritzung, auch „System Kugelfischer“ genannt, ist eine ab Anfang der 1960er Jahre von der Firma „FAG Kugelfischer Georg Schäfer“ angebotene mechanische Saugrohreinspritzanlage für Ottomotoren. Das System wurde nicht von FAG in Schweinfurt entwickelt, sondern bei dem von FAG-Kugelfischer übernommenen Münchener Unternehmen Schäfer-Einspritztechnik GmbH. Dieses wiederum konnte durch seinen Einstieg bei der Friedrich Deckel AG auf deren Erfahrung in der Fertigung von Einspritzpumpen zurückgreifen.
Die Kraftstoffdosierung erfolgt nur durch Veränderung des Kolbenhubes der Einspritzpumpe („Schäfer-Pumpe“) und ist nicht abhängig von der angesaugten Masse an Luft. Daher ist Grundvoraussetzung für einen guten Motorlauf eine genaue Synchronisation der Einspritzpumpe mit dem Gasgestänge bzw. der Drosselklappenstellung.

## Funktionsweise

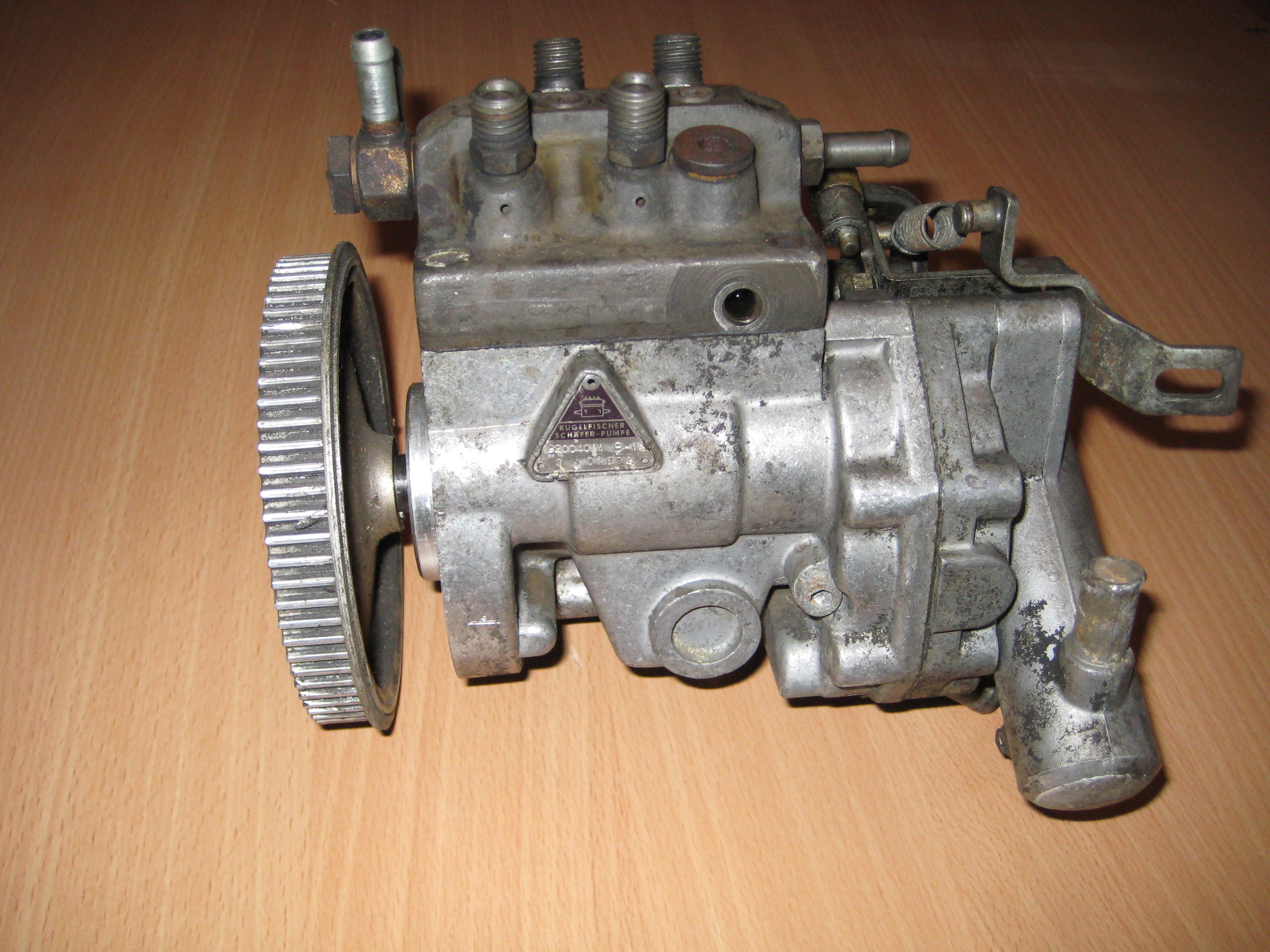
Kugelfischer-Pumpe PL 04 aus einem BMW 2002 tii

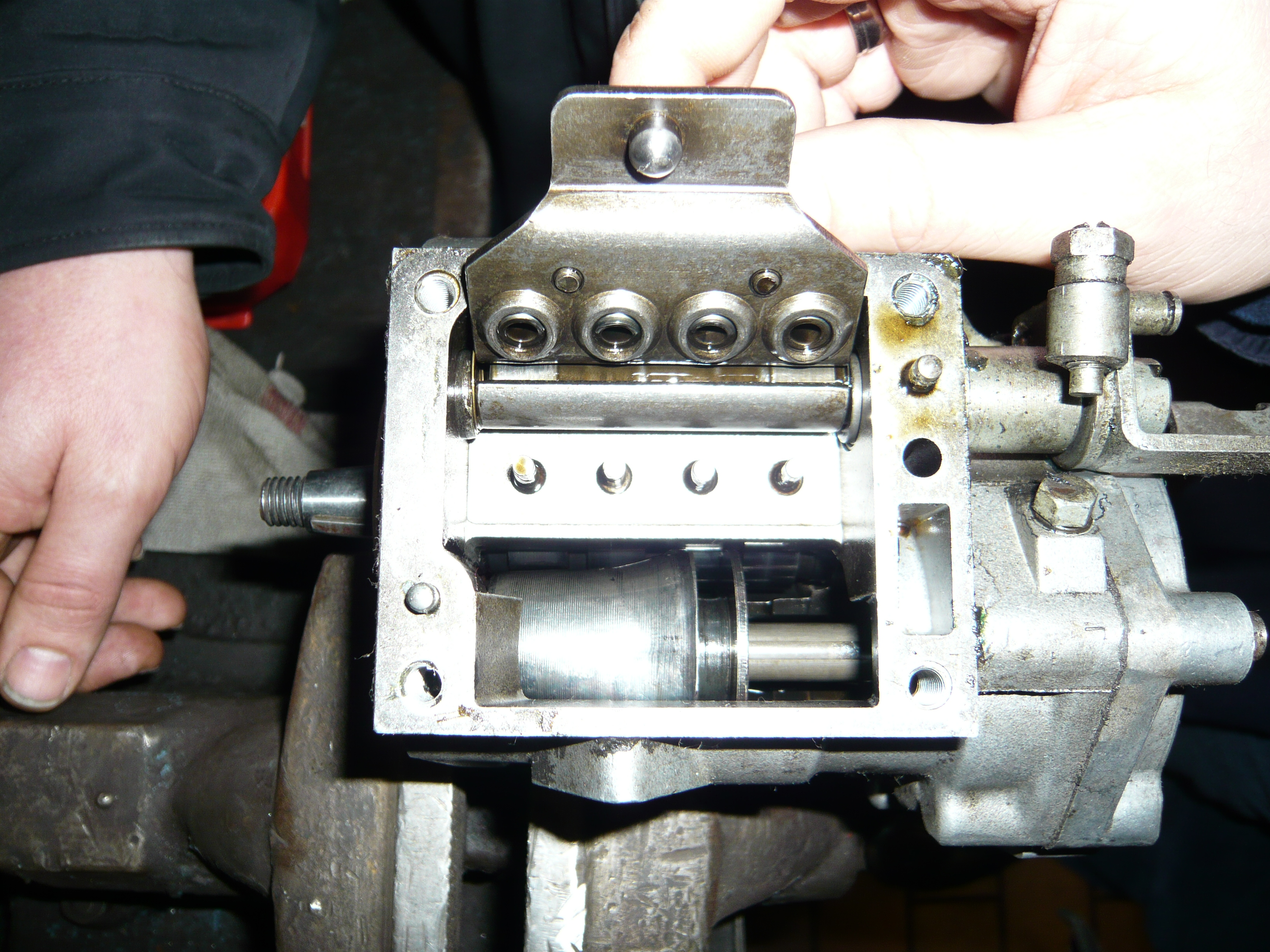
Geöffnete Kugelfischer PL 04 mit Raumnocken, aufgeklappter Schwinge und Kolben

Der Kraftstoff wird von einer separaten elektrischen Benzinpumpe, die in der Nähe des Kraftstofftanks liegt und einen Systemdruck von ca. 1,2 bar erzeugt, zur Kugelfischer-Einspritzpumpe gefördert.
Die direkt am Motor angebaute Einspritzpumpe ist in der Regel an den Ölkreislauf des Motors angeschlossen und wird von diesem mechanisch durch einen Zahnriemen bzw. Kette oder ein Stirnradgetriebe angetrieben. Sie hat pro Motorzylinder einen Förderkolben. Der Kraftstoff gelangt in den Einspritzpumpenzylinder oberhalb des Förderkolbens und wird von diesem während des ersten Arbeitstaktes zu dem im Saugrohr angebrachten Einspritzventil gefördert. Dieses Ventil ist federbelastet; bei einem bestimmten Druck öffnet es und das Benzin wird eingespritzt. Um einen Rückfluss des Kraftstoffs zu verhindern, befinden sich in der Einspritzpumpe Rückschlagventile (Saug- bzw. Druckventile). Das überschüssige, d. h. nicht eingespritzte, Benzin kühlt zur Verhinderung von Dampfblasenbildung zusätzlich die Einspritzpumpe. Es wird über eine eigene Rücklaufleitung wieder zurück in den Tank geführt.
Da der Motor je nach Betriebszustand unterschiedliche Mengen an Kraftstoff benötigt (siehe auch Verbrennungsluftverhältnis), ist eine entsprechende Steuerung erforderlich. Dies erfolgt durch eine Hubverstellung der Förderkolben, deren unterer Totpunkt variiert wird, was das von den Pumpenzylindern aufgenommene Kraftstoffvolumen verändert. Die Pumpenkolben liegen dafür unten auf einer einseitig gelagerten Schwinge, deren Lage die Einspritzmenge definiert. Liegt die Schwinge tief, ist der Kolbenhub groß, liegt sie hoch, ist der Kolbenhub kleiner. Die andere Seite der Schwinge liegt mit einem Taststift auf dem Kernstück der Pumpe, dem sogenannten „Raumnocken“ auf, der letztlich die Einspritzmenge definiert. Dieser Raumnocken, auch „Kartoffel“ genannt, ist ein länglicher Kegel, der rundherum Erhöhungen oder Vertiefungen für die verschiedenen Betriebszustände des Motors aufweist. Wie in einer heutigen Kennfeldzündung ist so das Motorkennfeld abgebildet. Mit Veränderung der Drosselklappenstellung bewegt sich der Raumnocken entlang der Kegelsteigung, was den Hub der Förderkolben verändert. Bei steigender Drehzahl dreht sich der Kegel um seine Achse und sorgt damit ebenfalls für eine Änderung der Einspritzmenge. Ergänzt wird dieses System durch Einrichtungen für den Kaltstart, die Warmlaufphase sowie eine Anpassung an den sich ändernden Luftdruck in wechselnden Höhenlagen.
Der Raumnocken muss speziell für den jeweiligen Motortyp entwickelt werden. Aus diesem Grund sind ohne Veränderung des Raumnockens auch keine wesentlichen Veränderungen am Ansaugtrakt oder z. B. bei den Steuerzeiten der Nockenwelle möglich, da dann das optimale Kraftstoff-Luft-Verhältnis auf Grund der feststehenden Einspritzmenge nicht mehr erreicht werden kann.
Die Funktionsweise der Pumpen ist für 4- und 6-Zylinder-Motoren identisch.

## Einsatz
Die ersten Einsätze der Kugelfischer-Einspritzung lagen im Motorsport. Hier wurde bei Tourenwagen-, Formel- oder Rundstreckenrennen sowie Rallyes entsprechende Einspritzsysteme verwendet. Vorteile wie Drehzahlfestigkeit, Präzision der Einspritzmenge und Gemischdurchsatz machten das System insbesondere für Höchstleistungsmotoren interessant. Die deutlichen Verbrauchsvorteile waren zu dieser Zeit und in diesem Zusammenhang noch nachrangig. Meist wurde hier das System zusammen mit Einzeldrossel- oder Flachschieberanlagen verwendet. Sehr verbreitet waren diese Anlagen auf Basis des BMW M10-Vierzylinder-Motors, von der Formel 2 bis hin zum 1.350 PS starken BMW Formel-1-Triebwerk mit Turboaufladung (M12/13) in den 1980er Jahren. Bis heute sind einige dieser Anlagen noch im Motorsport im Einsatz.
In leistungsstarken Serienfahrzeugen kam das System ebenfalls zum Einsatz. Beispiele sind:
- Peugeot 404 (1962), Peugeot 504 (1968)
- Lancia Flavia 1800 iniezione (1965)
- BMW: 2000 tii (1969), 2002 tii/2002 turbo (1971/1973), 520i (1972–1976)[1], M1 (1978)
- Ford Capri RS 2600 (1970)

Auch das erste serienmäßig hergestellte Motorrad mit Saugrohreinspritzung, die Münch-4 TTS-E 1200 von 1973, hatte eine Kugelfischer-Einspritzung.
Einige im Rennsport aktive Tuner entwickelten auf diesen Motoren aufbauende straßentaugliche Systeme. So baute z. B. Alpina eine auf dem Motor des BMW 2002 tii (130 PS) basierende Version, die eine Einspritzanlage mit selbstentwickelten Einzeldrosselklappen (Alpina A4) hatte, was je nach weiteren Maßnahmen zu einer Leistungssteigerung auf ca. 155–190 PS führte. Auch für den BMW 3.0 CSL gab es von Alpina eine ähnliche Anlage (250 statt 180 PS), allerdings in Einzelfertigung, wie auch von anderen Herstellern für den NSU TT oder den Ford Capri.

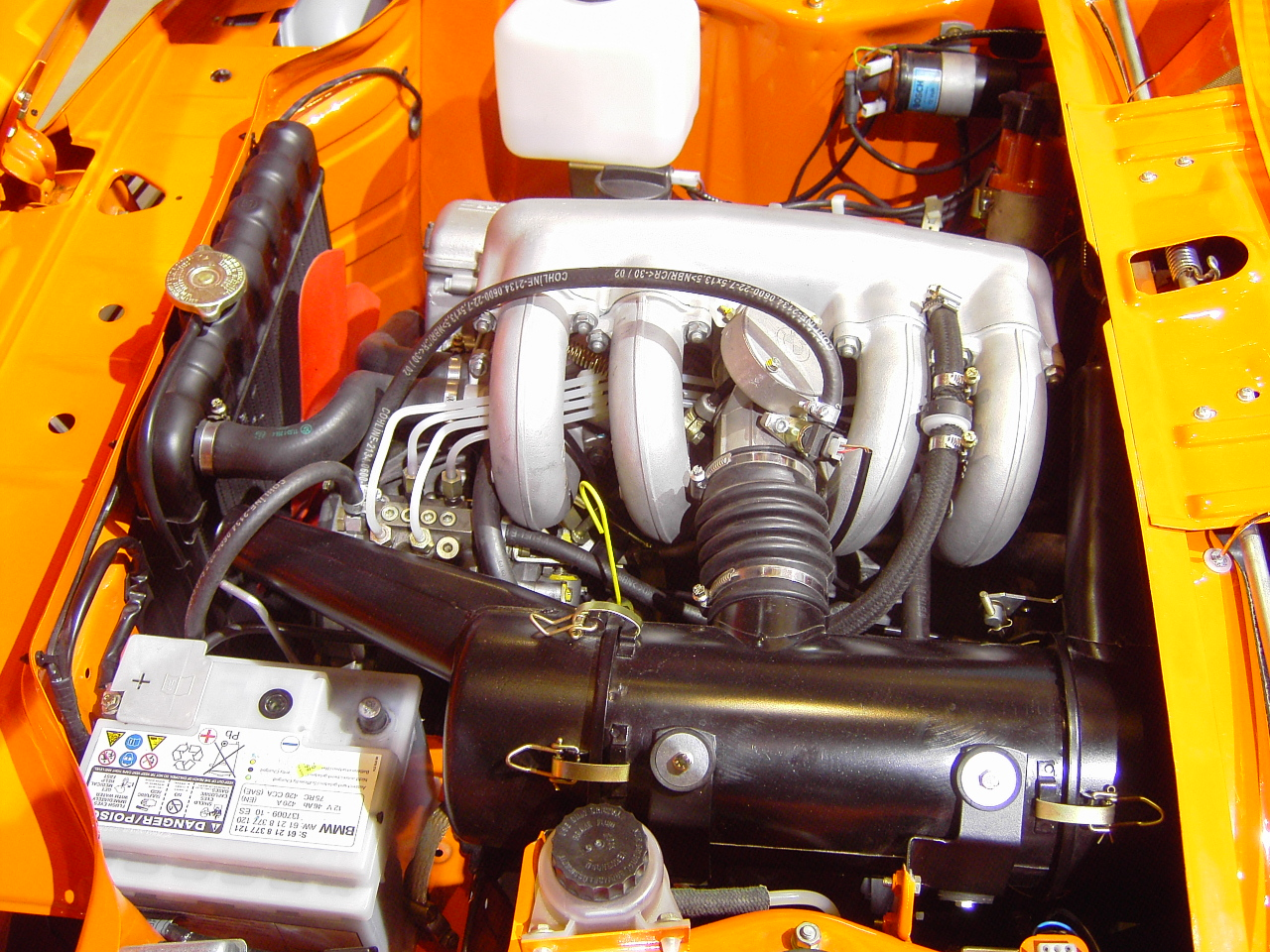
Motor BMW 2002 tii mit Kugelfischer-Einspritzung
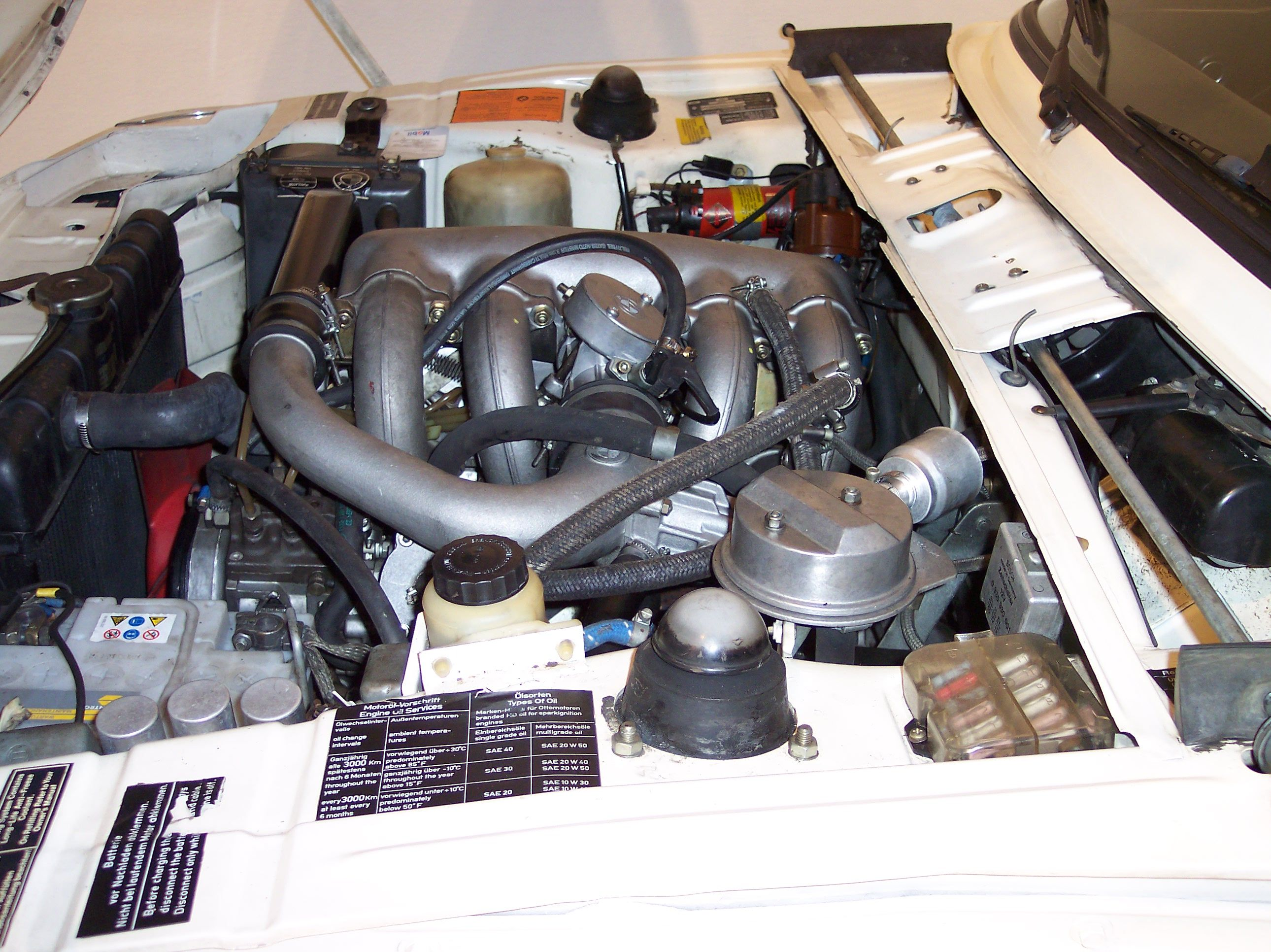
Motor des BMW 2002 turbo mit Kugelfischer-Einspritzung
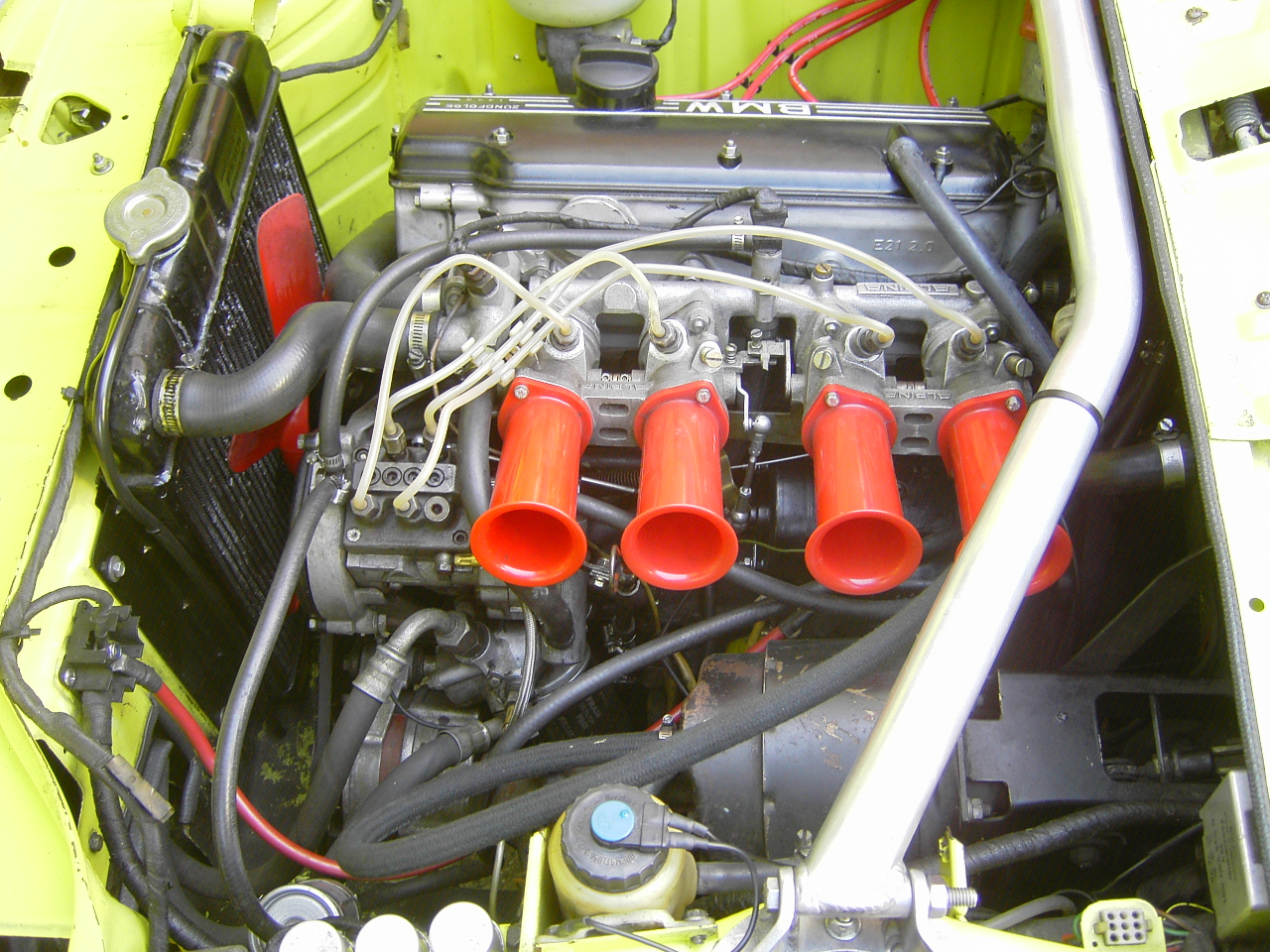
Motor BMW 2002 tii Alpina A4 mit Kugelfischer-Einspritzung und Alpina-Einzeldrosselanlage
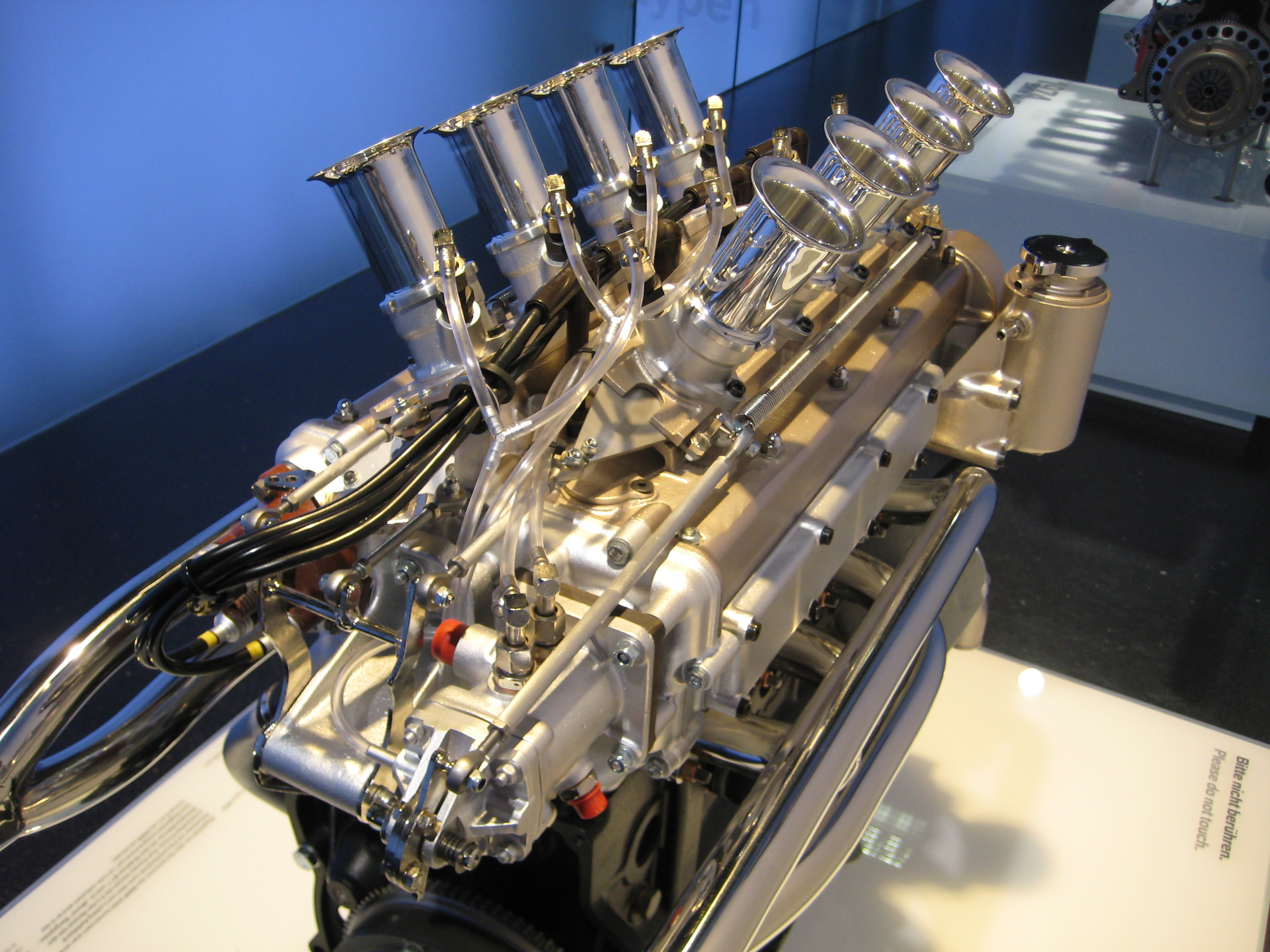
1966er BMW Formel 2 Motor auf Basis des M10 mit Kugelfischer-Einspritzung, Apfelbeck-Zylinderkopf und Flachschieberanlage
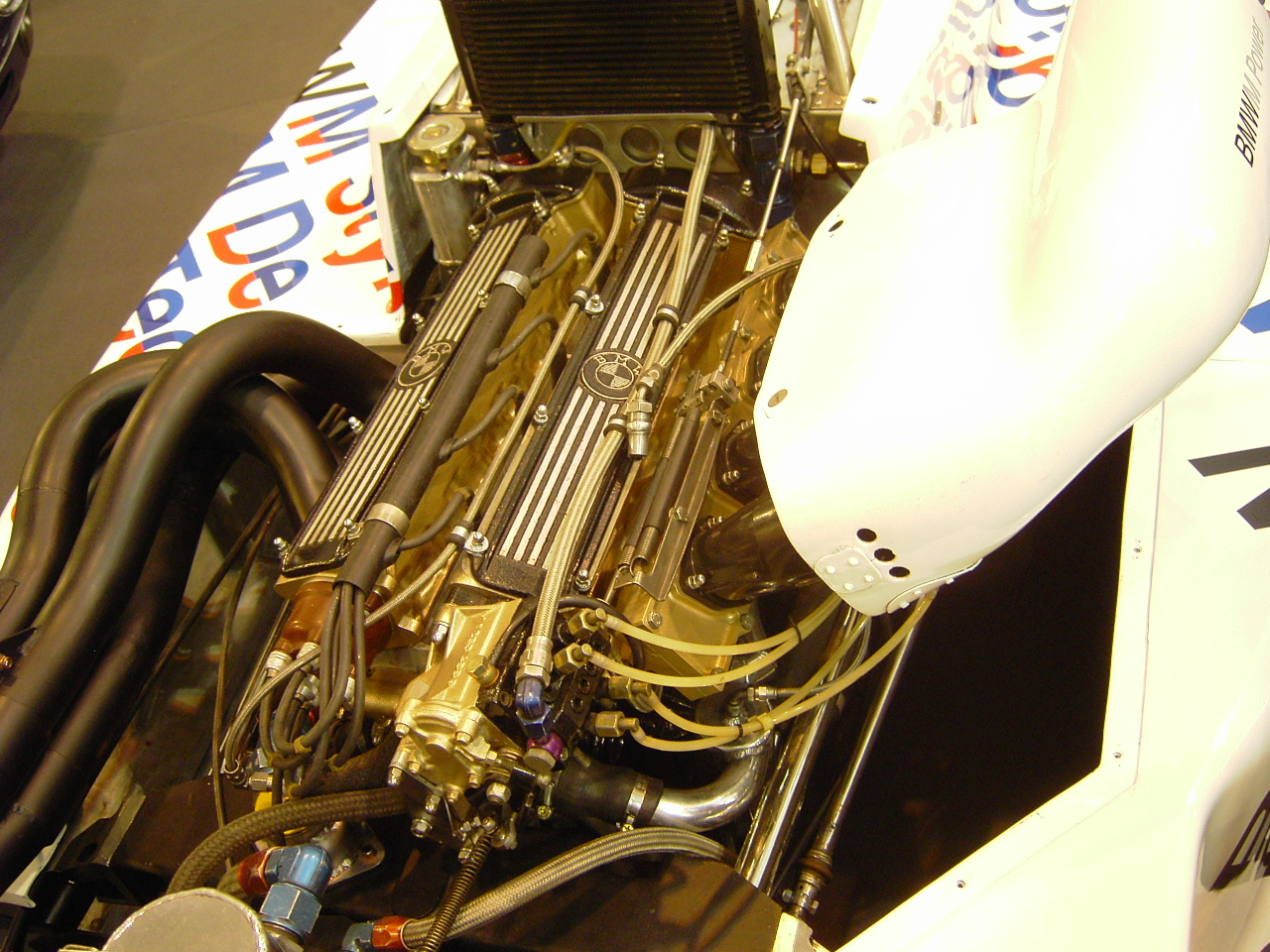
BMW Formel 2 Motor mit Kugelfischer-Einspritzung und Flachschieberanlage
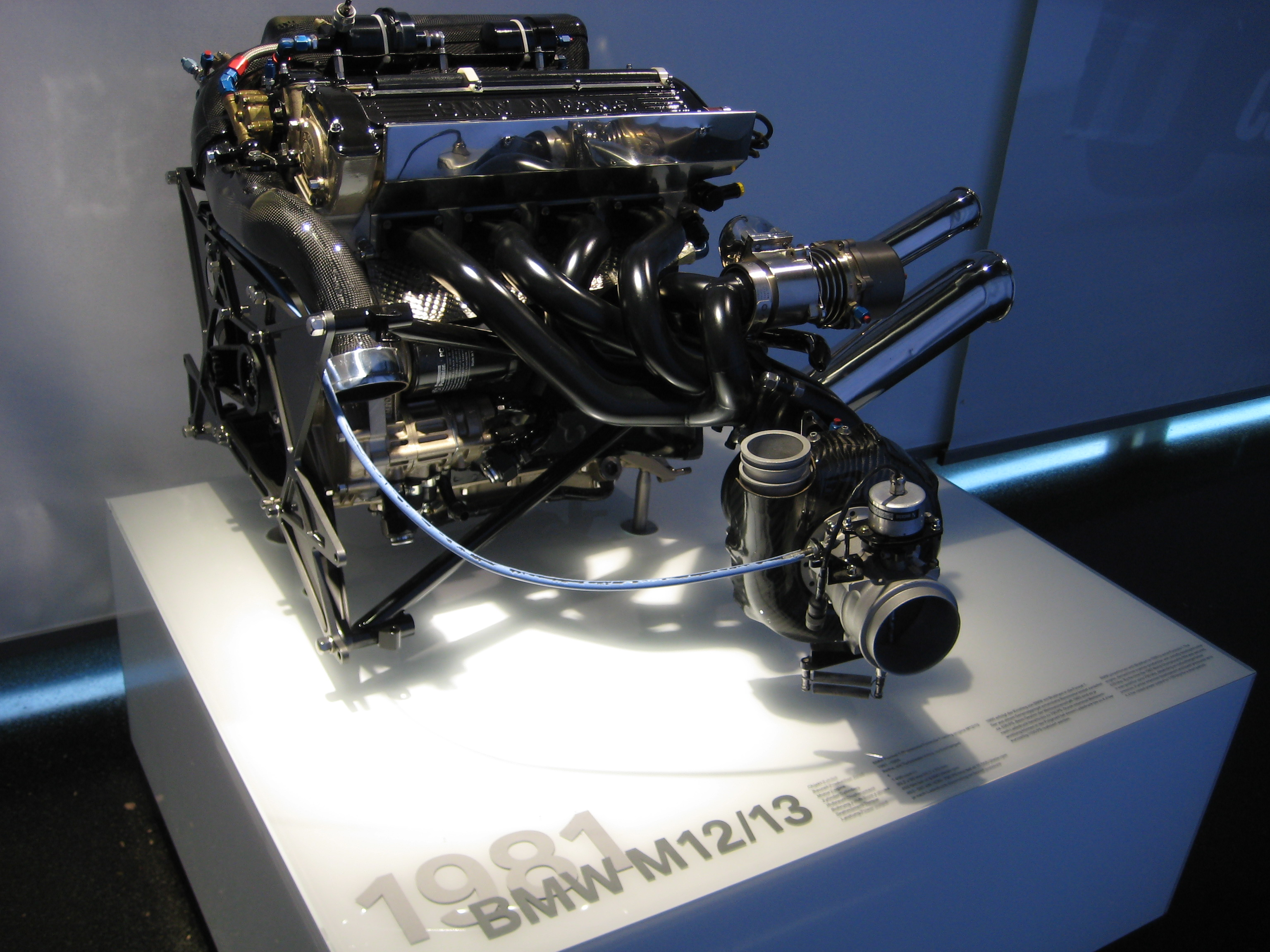
BMW Formel 1 Motor M12/13 mit Kugelfischer-Einspritzung, Turbo und Flachschieberanlage
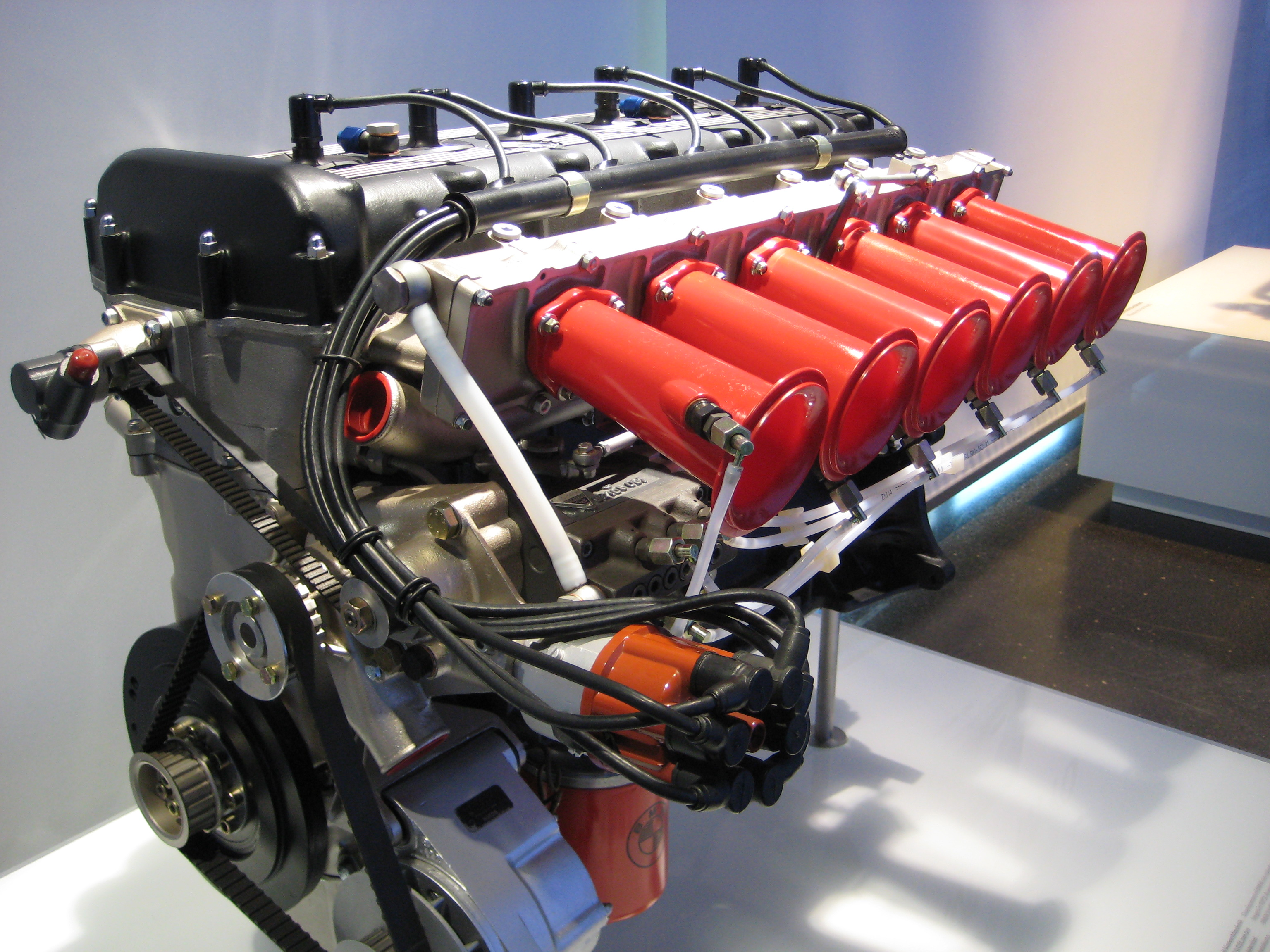
BMW Rennmotor M49 aus dem BMW E9 CSL mit Kugelfischer-Einspritzung und Flachschieberanlage
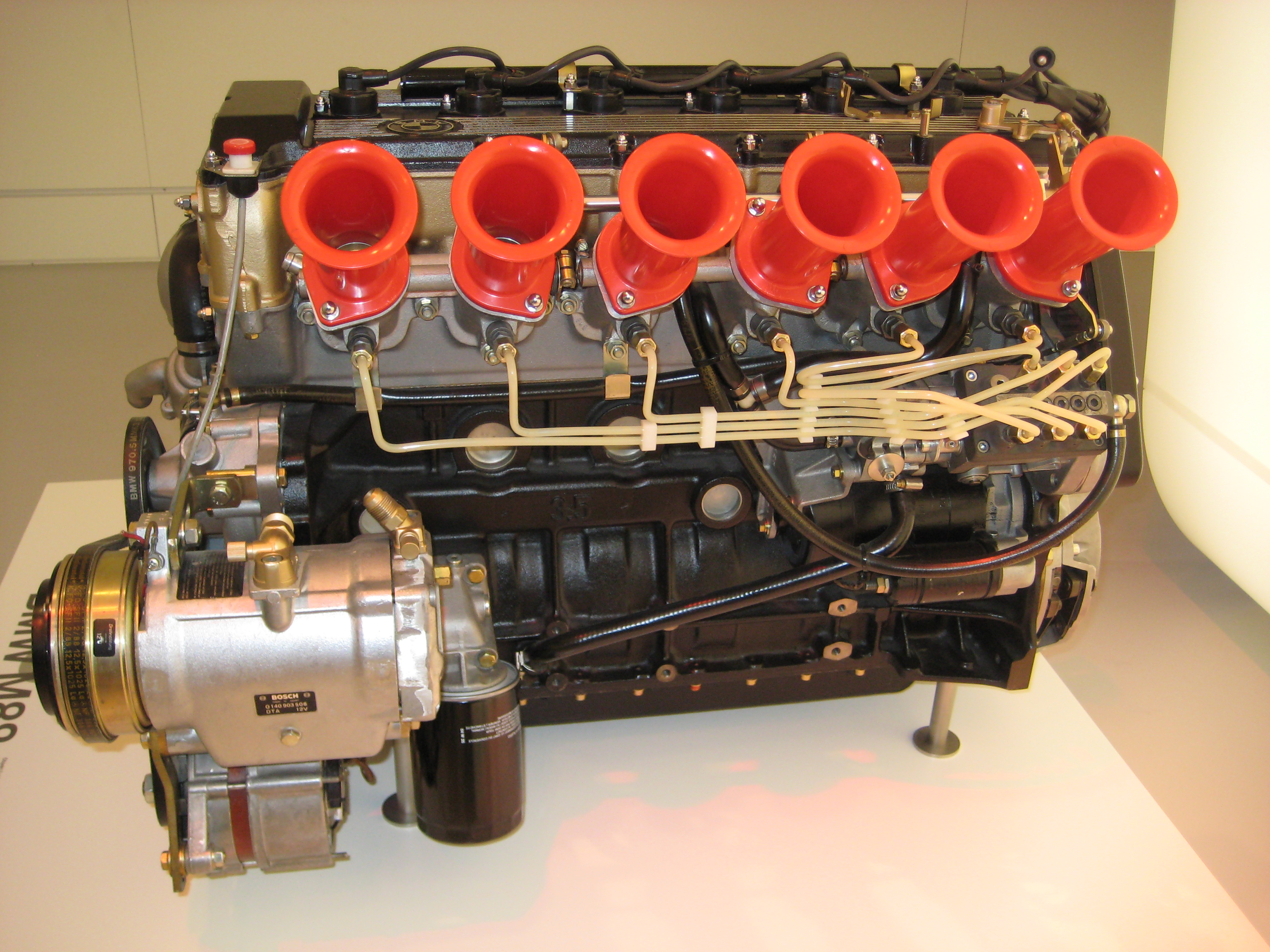
Motor BMW M88 aus dem BMW M1 mit Kugelfischer-Einspritzung und Einzeldrosselanlage
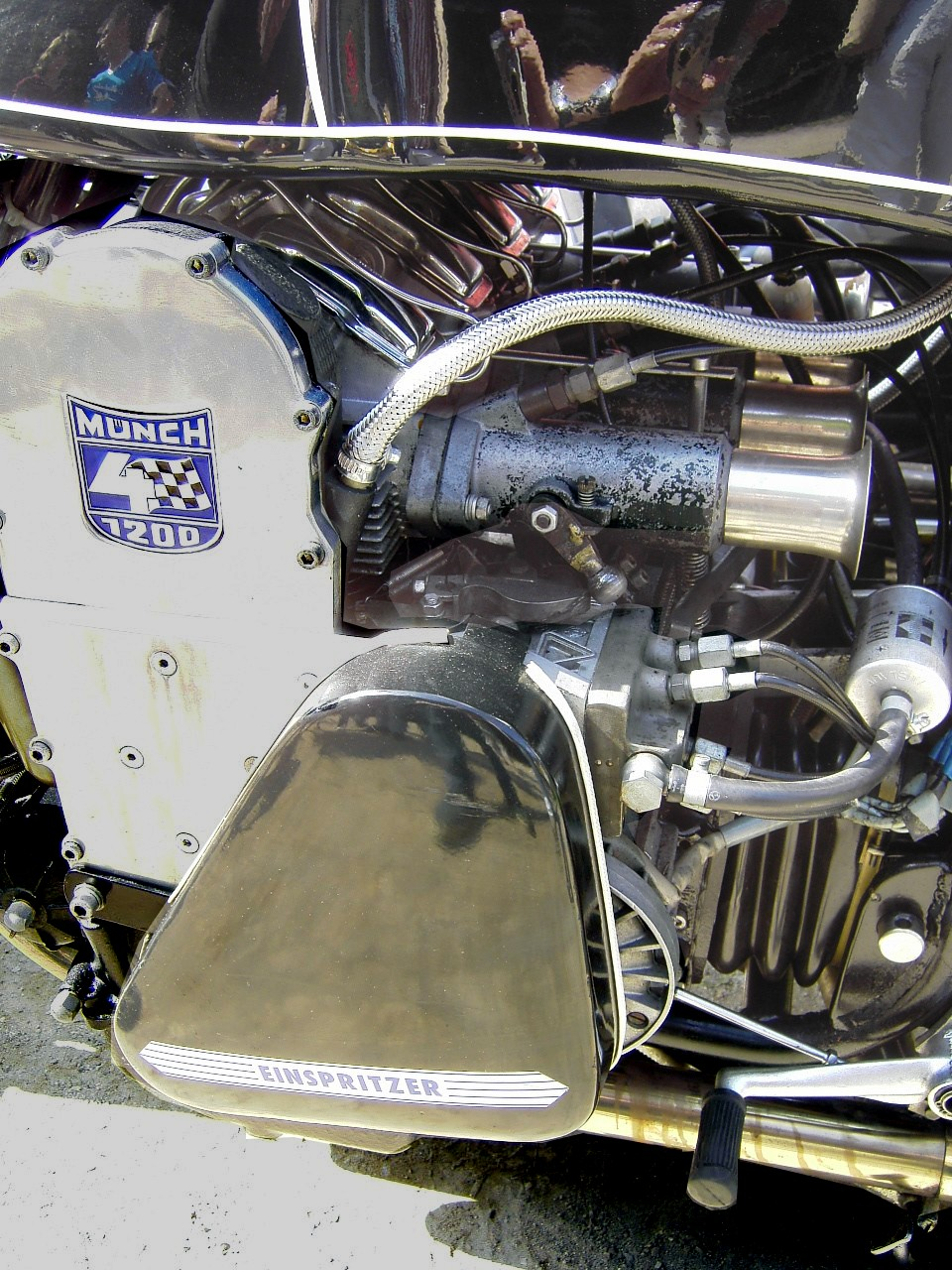
Motor aus der Münch TTS-E (dem ersten Motorrad mit Einspritzung), mit Kugelfischer-Einspritzung und Einzeldrosselanlage
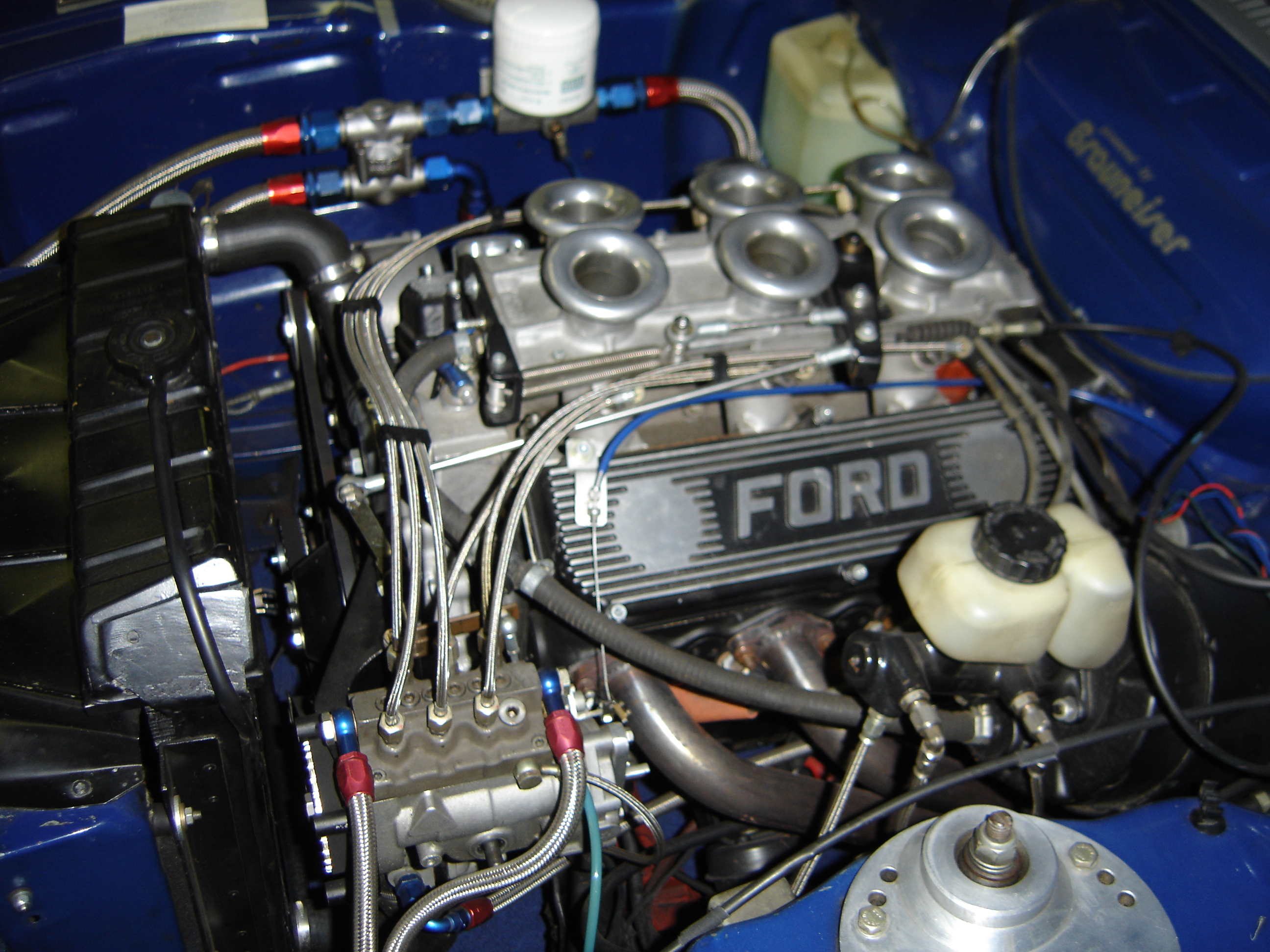
Ford Capri RS-Rennmotor (Weslake), 3.000 cm3, ca. 235 kW bei 8.200/min mit Kugelfischer-Einspritzung (PL 06) und Flachschiebern
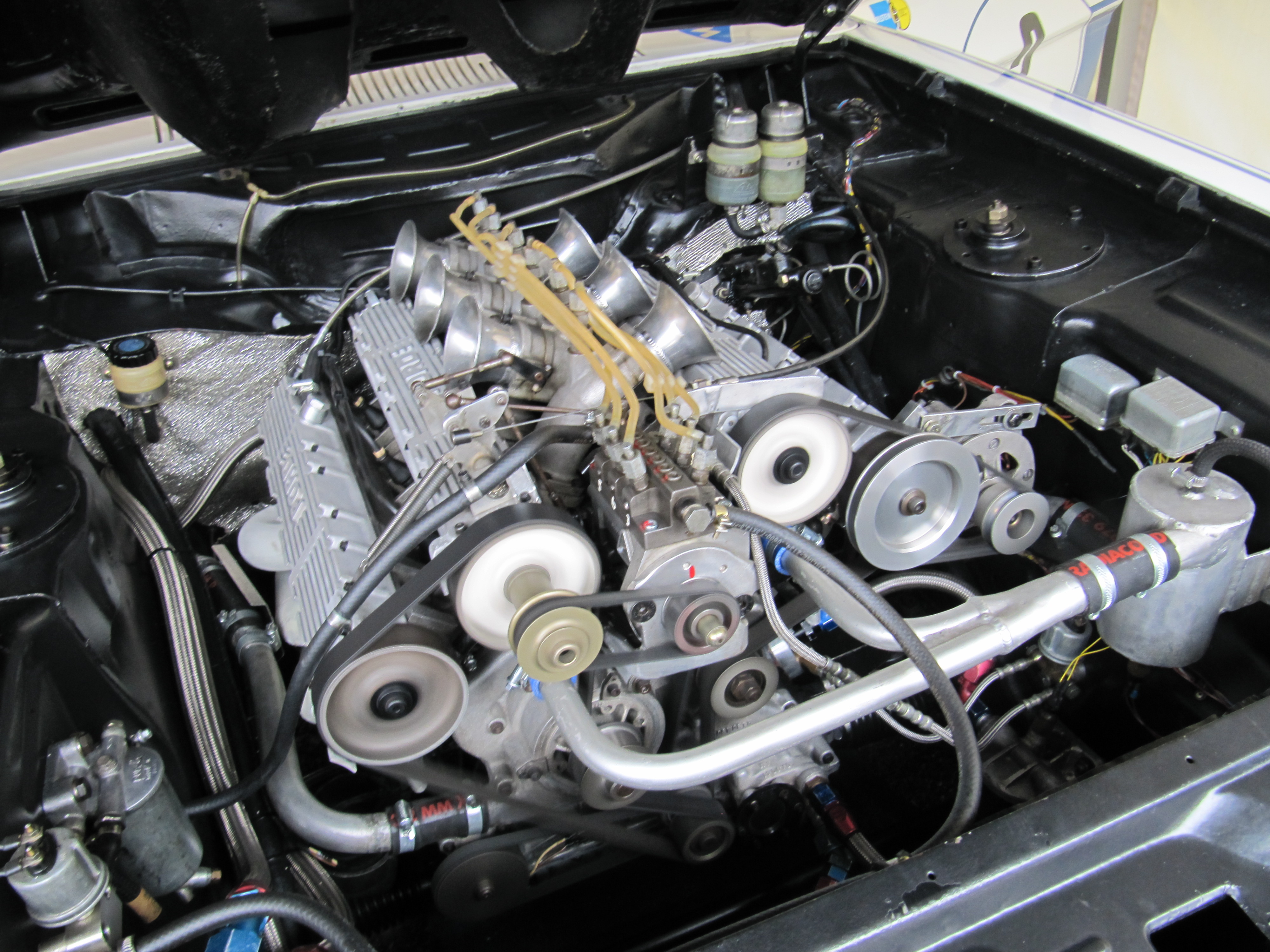
Ford Capri V6 RS-Rennmotor (Cosworth), 3.400 cm3, ca. 450 PS mit Kugelfischer-Einspritzung (PL 06) aus der Deutschen Rennsport-Meisterschaft 1974
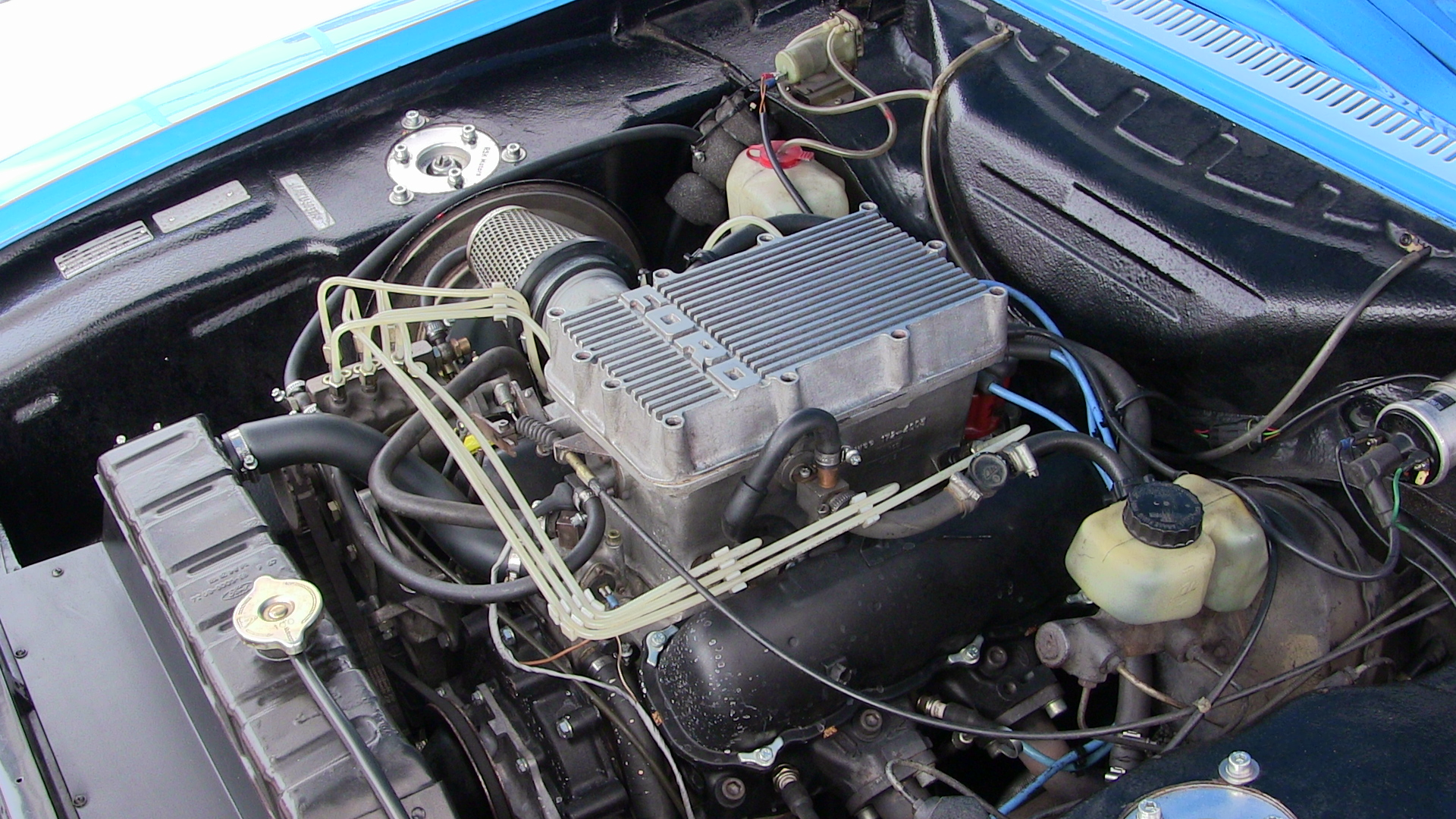
Ford Capri original RS 2600 Motor mit Kugelfischer-Einspritzung

## Herstellung und Ersatzteilversorgung
Der Bereich Kugelfischer-Einspritzsysteme wurde 1979 von der Robert Bosch GmbH übernommen. Die Fertigung wurde auf Grund der immer billiger herzustellenden elektronischen Einspritzanlagen zunehmend unattraktiv. Bis 1989 lieferte Bosch die Ersatzteile für die Anlagen, dann übernahm der Bosch-Dienst Koller + Schwemmer GmbH in Nürnberg alle Unterlagen, Maschinen sowie Ersatzteile und stellte die Teileversorgung sicher. Im Jahr 2012 kaufte der Bosch-Geschäftsbereich Automotive Aftermarket die Koller + Schwemmer GmbH, diese ist heute als eigenständige Tochtergesellschaft Teil des Bosch Classic Car Service.